# Vojnomir
Vojnomir (lateinisch Uuonomir, in den Reichsannalen Uuonomir sclavus oder Uuonomyr sclavus ["Wonomir der Slawe"]) war ein slawischer Fürst, der Ende des 8. Jahrhunderts auf Seiten der Franken gegen die Awaren kämpfte.
Bekannt ist er lediglich auf den Fränkischen Reichsannalen, denen zufolge der friaulische Markgraf Erich im Jahre 795 seine Leute zusammen mit dem Slawen Wonomir auf einen Feldzug gegen die Awaren schickte, der erfolgreich verlief und mit der Plünderung des awarischen Hrings endete.
Genaueres zum politischen Status, der Herkunft und dem Herrschaftsgebiet Wonomirs ist den Quellen nicht zu entnehmen.

## Quelle
- Friedrich Kurze (Hrsg.): Annales regni Francorum inde ab a. 741 usque ad a. 829, qui dicuntur Annales Laurissenses maiores et Einhardi. 1895 (Nachdruck 1950).